# Hôtel Hérouet
El Hôtel Hérouet es una mansión privada ubicada en el 54 rue Vieille du Temple, III Distrito de París.

## Historia
Fue construido a principios del siglo XVI para el secretario y tesorero del duque de Orleans, Jean Hérouet,y permaneció en manos de los Hérouet hasta 1582. Después fue propiedad de los Pelloquin, Tillets y Villarceau.
Destaca la torreta en chaflán sobre la esquina, con detalles góticos. El pintor Guy-Max Hiri instaló aquí una pinacoteca.
Está catalogado como monumento histórico por orden del 15 de julio de 1908.

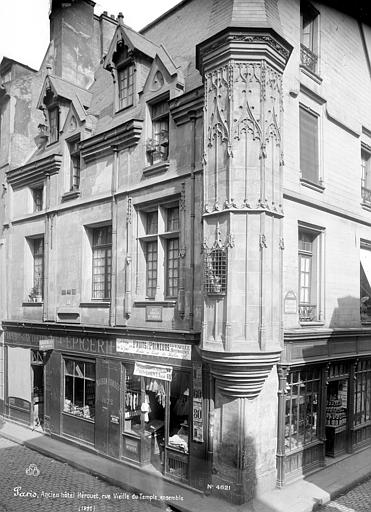
Vista general del Hôtel Hérouët en 1892.